# Rejosari (Natar)
Rejosari is een bestuurslaag in het regentschap Lampung Selatan van de provincie Lampung, Indonesië. Rejosari telt 3984 inwoners (volkstelling 2010).